# Belcar (autosport)
Het Belcar Endurance Championship is het nationale endurance racing kampioenschap in België. De organisatie van de Belcar is in handen van de Royal Automobile Club of Belgium en Circuit Zolder.

## Geschiedenis
De Belcar heeft zijn roots in de vroege jaren '90, met het lokale Vlaamse kampioenschap BBL Endurance Cup en de Carglass Cup. Beide waren gesanctioneerd door de Vlaamse Autosportfederatie VAS. In 1997 werd de succesvolle Carglass Cup een nationaal kampioenschap, onder de controle van de RACB, en gebruikte het voor het eerste de naam Belcar als de Carglass Cup Belcar. Vanaf 1998 werd Castrol de naamsponsor en later vanaf 2001 nam Mediagroep Van Dyck deze rol over. 
In 2012 leidde een conflict tussen Speedworld, de promotor van het kampioenschap, en de RACB tot de stopzetting van het kampioenschap. De Belcar werd opgevolgd door een nieuw kampioenschap onder de naam Belgian Racing Car Championship, met Kronos Events als nieuwe promotor.
In 2015 herlanceerde Circuit Zolder de Belcar onder de naam Belcar Trophy. Dit kampioenschap liep in 2015 parallel met het BRCC, maar aan het einde van 2015 werd het BRCC opgedoekt door Kronos Events en was de nieuwe Belcar opnieuw het hoogste niveau voor endurance racing in België. In 2016 werd het hernoemd naar Belcar Endurance Championship.

## Races
De Belcar heeft elk seizoen een gelijkaardige kalender. Het seizoen begint en eindigt meestal met een race op Circuit Zolder, met het New Race Festival als seizoensopener van 1990-2006 en opnieuw sinds 2016 en het NASCAR Euro Series event als afsluiter. Het hoogtepunt van het seizoen is altijd de 24 uur van Zolder in Augustus.
Elk seizoen zijn er ook altijd een of twee races op het Circuit de Spa-Francorchamps en regelmatig een race in een naburig land, met Assen, Dijon-Prenois en Nürburgring als vaakst bezochte circuits.
Buiten de 24u van Zolder is de lengte van de races gebruikelijk 125 minuten. Uitzonderlijk zijn er ook races waar de race van 125 minuten vervangen wordt door 2 of 3 kortere sprint races.

## Klassen
Anno 2025 worden alle deelnemende wagens ingedeeld in volgende klassen:
- Grand Touring Cup
  - Porsche 911 GT3 Cup
  - GT Cup > 3300 cm³
  - FIA GT3 auto's met vervallen homologatie of homologatie die vervalt in het huidige jaar
  - Silhouette Pro en Pro Evo
  - GTC Open
- Grand Touring Sport
  - Porsche Cayman Cup
  - FIA GT4
  - Silhouette Light
  - GTS Open
- Super Sport
  - Touring auto's > 4000cc
  - Touring auto's tussen 2800cc en 4000cc
  - TCR
  - SS Open
- Club Sport
  - Touring auto's > 2500cc en < 2800cc
  - NLS VT2 Class
  - CS Open
- Club Challenge
  - Touring & GT auto's < 2500cc
  - CC Open